# Trasporto a chiamata
Il trasporto a chiamata (in inglese: Demand Responsive Transport (DRT), Dial-a-Ride, o anche Paratransit) è uno degli strumenti di mobilità sostenibile messi in atto in diverse realtà a supporto dei sistemi di trasporto pubblico locale.
Esso consiste nell'utilizzare una flotta di mezzi pubblici di piccole dimensioni (es. minibus) tali da consentire l'effettuazione di spostamenti personalizzati in base alle richieste degli utenti (con origine e destinazione scelte volta per volta), portando un certo numero di utenti per volta e gestendo la concatenazione dei percorsi con un certo livello di flessibilità per riuscire a soddisfare tutte le richieste.
Il sistema di trasporto a chiamata è in grado di pianificare il percorso di ogni veicolo utilizzato in base alle richieste ricevute. I modelli utilizzati per gestire tali sistemi sono adattabili anche al trasporto delle merci, seppur con un livello di rigidità leggermente maggiore. In generale, si cerca di soddisfare due esigenze contrapposte:
- la minimizzazione dei costi operativi (che possono lievitare nel caso di massima flessibilità possibile);
- la massimizzazione del livello di servizio offerto all'utente (che diminuisce se i tempi di attesa o di spostamento diventano lunghi).

Per gestire tali sistemi si fa uso di modelli matematici opportuni e di tecnologia adeguata, che contempla anche l'utilizzo di sistemi e prodotti software per la pianificazione e gestione del servizio, sistemi satellitari GPS per la localizzazione dei veicoli (v. Automatic Vehicle Location), sistemi di telecomunicazione (basati su rete radio privata o reti pubbliche GSM, GPRS, UMTS) sistemi informatici GIS per la gestione delle informazioni territoriali.

## I modelli di servizio
Nel trasporto pubblico a chiamata si possono identificare differenti modelli di servizio, in base alla flessibilità concessa ed alla complessità del sistema.
- la linea fissa a prenotazione, con percorsi definiti ma corse effettuate solo in presenza di prenotazioni;
- la linea fissa con deviazioni, analogo al precedente, ma nel quale sono ammesse piccole deviazioni sul percorso predefinito;
- il modello "molti ad uno", che raccoglie i passeggeri in punti diversi e li conduce verso una stessa destinazione;
- il modello "molti a molti", che offre la flessibilità più completa sia in origine che in destinazione.

## Sistemi DRT in Italia
Successivamente ad una prima generazione di sistemi a chiamata realizzati negli anni ottanta (Val Nure, Imola) a partire dalla metà degli anni novanta, analogamente a quanto avviene in altri paesi Europei (soprattutto Gran Bretagna, Belgio, Finlandia, Svezia) assistiamo anche in Italia alla progressiva introduzione di una serie di applicazioni di 'seconda generazione'. Questi sistemi sono caratterizzati da un maggiore livello di automazione ed efficienza del servizio grazie all'utilizzo delle tecnologie informatiche e di telecomunicazione ricordate più sopra. Oggi esistono diversi servizi a chiamata in area urbana, peri-urbana ed extra-urbana, per utenza generica (ad es. in zone a domanda debole o come servizio complementare e di raccordo con servizi di linea tradizionali) o per gruppi di utenti specifici (es. utenti con difficoltà motorie, turisti). Servizi a chiamata sono in funzione, ad esempio, in grandi città metropolitane come Roma, Milano, Genova, Firenze e in centri di medie e piccole dimensioni come Alessandria, Aosta, Cremona, Livorno, Mantova, Parma, Empoli, Siena, Sarzana ed altri. In Italia il primo sistema a chiamata fu attivo a Venezia tra il 1991 ed anni seguenti (oggi abolito) sulla linea 13 in orario notturno per quanto riguarda la fermata "Vignole", per prenotare la salita era necessario telefonare ad un numero verde.
Alcuni esempi:
- Telebus, servizio a chiamata effettuato da CMT soc. coop a Terni
- DrinBus, servizio a chiamata effettuato da AMT Genova in tre aree urbane a Genova

- PersonalBus, servizio a chiamata effettuato da ATAF a Firenze
- Trambus Abile, servizio a chiamata per utenti con difficoltà motorie effettuato da Trambus a Roma
- ProntoBus, servizio a chiamata a Livorno
- EccoBus, servizio a chiamata ad Alessandria
- StradiBus, servizio a chiamata a Cremona
- Prontobus, servizio a chiamata effettuato da ATC La Spezia a Sarzana
- AllôBus[2] e AllôNuit, servizi a chiamata effettuati ad Aosta e nei comuni limitrofi della plaine aostoise
- Radiobus, servizio a chiamata effettuato da ATM (Milano), con o senza prenotazione e solo nelle ore notturne.
- Provibus, servizio a chiamata effettuato in provincia di Torino.
- Mebus, servizio a chiamata effettuato nell'Area metropolitana si Torino.
- Prontobus, servizio a chiamata effettuato da TPER in provincia di Bologna.
- Taxibus, servizio a chiamata effettuato da ATC in provincia di Ferrara.
- Prontobus e Taxibus, rispettivamente servizio a chiamata effettuato da ATCM a Modena e provincia e servizi serali e su alcune linee festive del comune di Modena, effettuati con taxi per conto di ATCM.
- Aladino e Telebus, rispettivamente servizio urbano serale a prenotazione a Reggio Emilia e servizio a chiamata in alcune località della provincia di Reggio Emilia.
- Taxibus, servizio a chiamata effettuato da APAM in provincia di Mantova
- Amico Bus, servizio a chiamata per utenti con difficoltà motorie e anziani effettuato da CTM a Cagliari
- Concabus, e ValmaBass in Provincia di Rimini
- Miobus, a Crema e dintorni: Miobus Archiviato il 24 dicembre 2019 in Internet Archive.
- TSonDemand, servizio a chiamata effettuato sul Carso dalla Trieste Trasporti, poi soppresso e reintrodotto nel centro città nelle ore notturne.

## Promozione e innovazione
Recentemente, anche grazie al supporto della Commissione europea e delle Amministrazioni locali o nazionali di diversi Paesi europei, il trasporto a chiamata è stato oggetto di numerose iniziative volte, nei vari casi, a promuovere il servizio, a stimolare l'innovazione nel settore del trasporto pubblico, a finanziare la ricerca e lo sviluppo delle tecnologie che consentono una programmazione e gestione efficiente e sostenibile di questa modalità di trasporto collettivo.